# Shinji Tomiyama
Shinji Tomiyama (Tokio, Japón, 12 de mayo de 1981) es un entrenador de baloncesto japonés.

## Estadísticas
| Equipo           | Temp.   | P  | V  | D  | %V-D | Finalizó    | PP | VP | DP | %V-DP | Resultado          |
| ---------------- | ------- | -- | -- | -- | ---- | ----------- | -- | -- | -- | ----- | ------------------ |
| Iwate Big Bulls  | 2012    | 26 | 12 | 14 | .462 | 7º en Este  | -  | -  | -  | -     | -                  |
| Chiba Jets       | 2012-13 | 52 | 26 | 26 | .500 | 6º en Este  | 3  | 1  | 2  | .333  | Pierde en 1ª ronda |
| Kumamoto Volters | 2014    | 2  | 0  | 2  | .000 | (despedido) | -  | -  | -  | -     | -                  |